# Локар Едмон
Локар Едмон  (фр. Edmond Locard; 13 грудня 1877, Сен-Шамон, округ Сент-Етьєн — 4 травня 1966, Ліон) — французький судовий медик, криміналіст. Один з впроважувачів техніко-криміналістичних (техніко-поліцейських) методів у практику розслідування злочинів. Засновник першої криміналістичної лабораторії (Ліон, 1910).

## Біографія
Походив з шотландської родини. Вивчав древні мови в домініканському коледжі Св. Фоми Аквінського, згодом медицину та право в Ліонському університеті, зокрема у відомого професора ортопедії Луї Леопольда Ольє. 1902 року захистив дисертацію на ступінь доктора медицини за темою «Судова медицина за великого короля» (фр. La médecine légale sous le Grand Roy). Став помічником професора-кримінолога Александра Лакассаня.
В 1908 році приїхав до Парижа, де навчався в Альфонса Бертильйона. Вивчав роботу відділків поліції Берліна, Рима, Відня, Нью-Йорка та Чикаго. Відвідав відомого Швейцарського криміналіста Рудольфа Арчибальда Рейсса в Лозанському університеті.
1910 року на базі поліцейського управління Ліона Локару вдалося створити першу криміналістичну лабораторію.
1929 року в Лозанні був одним із співзасновників Міжнародної академії криміналістики, академія мала штаб-квартиру у Відні й проіснувала аж до Другої світової війни.
Е. Локар є автором низки праць з криміналістики, зокрема семитомного курсу «Трактат з криміналістики» (1931 – 40; у скороченому вигляді перекладений російською мовою під назвою «Руководство по криминалистике», М., 1941) та ін .